# Eremocosta
Genre
Synonymes
- Eremacantha Roewer, 1934
- Eremopus Roewer, 1934 nec Brady, 1910

Eremocosta est un genre de solifuges de la famille des Eremobatidae.

## Distribution
Les espèces de ce genre se rencontrent aux États-Unis et au Mexique.

## Liste des espèces
Selon Solifuges of the World (version 1.0) :
- Eremocosta acuitlapanensis (Vázquez & Gaviño-Rojas, 2000)
- Eremocosta arenarum Ballesteros & Francke, 2007
- Eremocosta bajaensis (Muma, 1986)
- Eremocosta calexicensis (Muma, 1951)
- Eremocosta formidabilis (Simon, 1879)
- Eremocosta fusca (Muma, 1986)
- Eremocosta gigas Roewer, 1934
- Eremocosta gigasella (Muma, 1970)
- Eremocosta montezuma (Roewer, 1934)
- Eremocosta nigrimana (Pocock, 1895)
- Eremocosta robusta (Roewer, 1934)
- Eremocosta spinipalpis (Kraepelin, 1899)
- Eremocosta striata (Putnam, 1883)
- Eremocosta titania (Muma, 1951)

## Publication originale
- Roewer, 1934 : Solifuga, Palpigrada. Dr. H.G. Bronn's Klassen und Ordnungen des Thier-Reichs, wissenschaftlich dargestellt in Wort und Bild. Akademische Verlagsgesellschaft M. B. H., Leipzig. Fünfter Band: Arthropoda; IV. Abeitlung: Arachnoidea und kleinere ihnen nahegestellte Arthropodengruppen, vol. 4, p. 1-723 (texte intégral).